# Rachispoda fuscipennis
Rachispoda fuscipennis – gatunek muchówki z rodziny Sphaeroceridae i podrodziny Limosininae.
Gatunek ten opisany został w 1833 roku przez Alexandra Henry’ego Halidaya jako Borborus fuscipennis.
Muchówka o ciele długości od 1,5 do 2 mm. Głowa w widoku bocznym ma wyraźnie wystające za obrys oka złożonego czoło i  twarz. Tułów jej cechuje się: pierwszą parą szczecinek śródplecowych skierowaną ku górze i ku linii środkowej śródplecza oraz tarczką z ośmioma szczecinkami wzdłuż tylnego brzegu i kilkoma drobnymi szczecinkami na dysku. Skrzydła mają  szczecinki na pierwszym sektorze żyłki kostalnej 3–4 razy dłuższe niż na drugim jej sektorze. Środkowa para odnóży ma krętarz z długą szczecinką skierowaną ku udu, pierwszy człon stopy z długą szczecinką na spodzie, zaś brzuszną stronę goleni pozbawioną szczecinki wierzchołkowej, ale wyposażoną w szczecinkę przedwierzchołkową.
Owad kosmopolityczny. W Europie znany z większości krajów, w tym z Polski.